# Spoorlijn Gelsenkirchen-Rotthausen - Gelsenkirchen-Schalke Süd
De spoorlijn Gelsenkirchen-Rotthausen - Gelsenkirchen-Schalke Süd was een Duitse spoorlijn en was als spoorlijn 2234 onder beheer van DB Netze.

## Geschiedenis
Het traject werd door de Rheinische Eisenbahn-Gesellschaft geopend op 18 september 1872.  

## Aansluitingen
In de volgende plaatsen was er een aansluiting op de volgende spoorlijnen:
Gelsenkirchen-Rotthausen
DB 2168, spoorlijn tussen Essen-Kray Nord en Gelsenkirchen
DB 2237, spoorlijn tussen Gelsenkirchen-Rotthausen en Gelsenkirchen
Gelsenkirchen-Schalke Süd
DB 2230, spoorlijn tussen de aansluiting Hessler en Wanne-Eickel